# メグロ・Z7
メグロ・Z7とは、目黒製作所が製造していたオートバイの車種名である。
愛称は「スタミナ」。20万通もの公募の中から選ばれ、後継車のK、K2に引き継がれた。

## 概要
- 目黒製作所のラインアップでは、650cc・T1に続いて500cc単気筒としては初めてリアスイングアームを採用したモデルである。後継のK1は500cc2気筒となり、メグロの500cc単気筒として最後のモデルとなった。
- 大型バイクとしては陸王を駆逐してベストセラーモデルとなった。
- 実用性と快適性が受けて、当時警視庁の白バイとしても大量に採用された。